# Valmir Louruz
Valmir Louruz (* 13. März 1944 in Porto Alegre; † 29. April 2015) war ein brasilianischer Fußballspieler und -trainer.

## Karriere
Louruz begann seine Karriere bei 1967 EC Pelotas und spielte unter anderem auch bei SE Palmeiras und SC Internacional.
Louruz begann seine Trainerkarriere 1981 bei EC Juventude und spielte unter anderem auch bei EC Pelotas, EC Vitória und Náutico Capibaribe. 1990 übernahm er zusätzlich das Amt des Trainers der Kuwaitischen U-23 Nationalmannschaft. Er qualifizierte sich mit Kuwait für die Olympische Sommerspiele 1992. 1998 unterschrieb er einen Vertrag beim japanischen Erstligisten Júbilo Iwata. 1998 gewann er mit dem Verein den J.League Cup und wurde er mit dem Verein Vizemeister der J1 League. 1999 wechselte er zum EC Juventude und gewann er mit dem Verein den Copa do Brasil.

## Erfolge
Júbilo Iwata
- Japanischer Ligapokalsieger: 1998

EC Juventude
- Brasilianischer Pokalsieger: 1999